# Луїс Росалес
Луїс Росалес Камачо (ісп. Luis Rosales Camacho, 1910—1992) — іспанський поет і есеїст, представник так званого «Покоління 1936 року» . Член Королівської академії іспанської мови та Американського товариства іспаністів з 1962 року, удостоєний премії Сервантеса в 1982 році за всю свою творчість.

## Біографія
Луїс Росалес народився в Гранаді 1910 року в сім'ї, що вирізнялася консервативними поглядами. На становлення особистості поета великий вплив справило середовище інтелектуалів, що сформувалося навколо журналу Gallo, серед яких були
Енріке Гомес Арболейя, Мануель Лопес Банус, Хоакін Аміго та Федеріко Гарсія Лорка, які стали великими друзями. В 1930 гроці, після кількох публікацій в авангардоному часописі Granada Gráfica, Росалес справив враження своїм публічним читанням віршів у Центрі мистецтв, літератури і науки в Гранаді, про що писалося в тодішній пресі.
У 1930 році Росалес почав вивчати філософію і право в університеті Гранади, а 1932 року переїхав до Мадрида, де закінчив курс філології, здобувши докторський ступінь. У Мадриді він познайомився з представниками «Покоління 27 року» — Педро Салінасом, Хорхе Гільєном, та іншими поетами, близькими до журналу Los Cuatro Vientos.У другому числі журналу, що вийшов у квітні 1933 року, публікувалися такі знакові автори, як Мігель де Унамуно, Беньямін Ярнес, Мануель Альтолагірре, Марія Самбрано, Луїс Феліпе Віванко, Леопольдо Віванко, Клаудіо де ла Торре, Вісенте Алейксандре, Антоніо Марічалар, Хайме Торрес Бодет і Райнер Марія Рільке; у цьому ж числі журналу Росалес публікує свої перші поеми: «Еклога сну» (Égloga del sueño) і «Ода тривоги» (Oda del ansia).
Свою літературну діяльність Росалес продовжував у журналі «Хрест і рай» (ісп. Cruz y Raya), який редагував Хосе Бергамін, а також публікував свої вірші у журналах «Вершина» (ісп. Vértice) і «Caballo Verde para la Poesía» (редактором останнього був Пабло Неруда, в журналі публікувалися також Вісенте Алейксандре і Мігель Ернандес). У Мадриді Росалес потоваришував з братами Панеро (Хуаном та Леопольдо), поетом Луїсом Феліпе Віванко , а також поетом і політичним діячем фалангістом Діонісіо Рідруехо — видатними представниками «покоління 36 року» .
У серпні 1936 року, після початку громадянської війни, Федеріко Гарсіа Лорка сховався в будинку Росалеса, сподіваючись, що в нього перебуватисме в безпеці, адже брати Росалеса були прихильниками фалангістів. Проте за доносом співробітника управління пропаганди Рамона Руїса Алонсо, члена CEDA, Гарсіа Лорку 16 серпня заарештували і, ймовірно, наступного дня стратили. Луїс Росалес, незважаючи на свої зв'язки, не зміг запобігти страті Лорки. Того ж року республіканці вбили Хоакіна Аміго, професора філософії та одного з редакторів журналу Gallo, близького до них обох. Трагічна загибель двох близьких йому людей справила значний вплив на світогляд і подальшу творчість Росалеса. 1937 року він публікує в гранадській газеті Patria вірш «Голос мертвих» (La voz de los muertos) — імовірно, один із найважливіших своїх творів періоду громадянської війни, і від того самого року починає співпрацювати з фалангістським журналом Jerarquía. Крім того, Росалес співпрацював із газетою Arriba España і журналом Escorial, був секретарем і редактором журналу Cuadernos Hispanoamericanos. З 1978 року Росалес керував журналом Нова Естафета (Nueva Estafeta) — унікальним для свого часу часописом, де публікувалися твори, написані різними мовами Іспанії (іспанською, каталонською, баскською, галісійською). У своїх ідеологічних уявленнях Росалес пройшов складну еволюцію від авторитарних ідей у юності до демократичних позицій у зрілості.
Наприкінці 1949 року і на початку 1950 року він брав участь у «поетичній місії» з поетами Антоніо Зубіаурре, Леопольдо Панеро та послом Агустіном де Фокса, які здійснили поїздку різними іберо-американськими країнами до відновлення дипломатичних відносин країни та режим франкістів.
У 1962 році вступив до Латиноамериканського товариства Америки та Королівської Іспанської академії, але свою вступну промову, «Пристрасті та смерті графа Вільямедіани» прочитав у 1964 році.
Член Таємної ради графа Барселони, активно робив на нього ставку, заохочуючи лівих і правих приєднатися й підтримати відновлення монархії в Іспанії (спершу на чолі з графом, а потім із Хуаном Карлосом де Бурбоном).
Хоча Росалес з 1968 року жив у Мадриді, літо він проводив у Серседиллі, де писав свої вірші. 1982 року здобув премію Сервантеса — головну літературну нагороду для іспаномовних письменників.
1970 року Росалеса було призначено радником директора Інституту іспанської культури , а 1973 року — директором департаменту культурної діяльності інституту.
У 1986—1992 роках Росалес періодично співпрацював зі щоденною газетою ABC як колумніст, а також публікував у тижневику Blanco y Negro статті про музику, живопис і літературу. Серед його публікацій того періоду були «Оригінальність другої частини Дон Кіхота», «Модель театру», «Історія сонета» (в різних частинах), «Книга горобців», «Рафаель Альберті чи свобода», поетичні «Тимчасові Антоніо Мачадо», «Година кубізму», «Творче споглядання (Пікассо)» та «Рана канте хондо» тощо .
28 жовтня 1988 року в мерії Малаги Росалес провів конференцію «І раптом, Пікассо» .
Помер у віці 82 років у Мадриді після перенесеної церебральної емболії .